# Alien and Sedition Acts

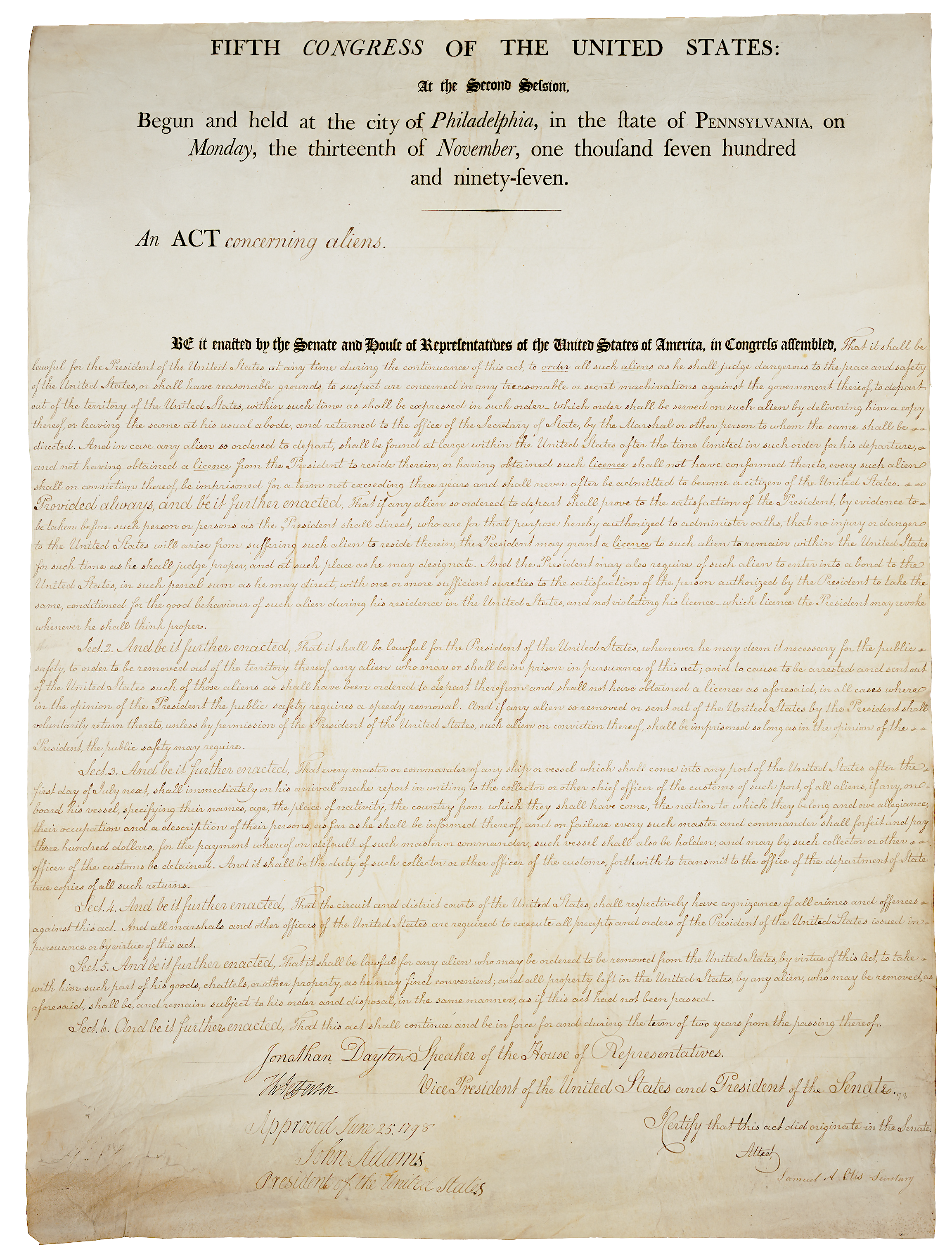
Le texte de la loi.

Les Alien and Sedition Acts (en français : « Lois sur les étrangers et la sédition ») sont quatre lois qui furent présentées en 1798 par les Fédéralistes au Congrès des États-Unis, lors d'une guerre navale avec la France, puis ratifiées par le président John Adams.
Ces lois, selon leurs proposants, étaient destinées à protéger les États-Unis des citoyens étrangers de puissances ennemies et de mettre fin aux attaques séditieuses visant à affaiblir le gouvernement. Les Démo-républicains, comme les historiens les appelèrent plus tard, les attaquèrent comme étant inconstitutionnelles et visant à faire taire les critiques contre le gouvernement et comme une atteinte au droit des États à agir dans certains domaines.
Ils devinrent un enjeu politique majeur lors des élections de 1798 et 1800 et plusieurs résolutions ont été adoptés en réponse, dont les Résolutions du Kentucky et de la Virginie et le Rapport de 1800. L'une des lois, l' Alien Enemies Act, est toujours en vigueur et fut souvent appliquée en temps de guerre. Les autres sont devenues caduques ou sont abrogées en 1802. Thomas Jefferson les tient pour inconstitutionnelles et frappées de nullité, puis gracie et ordonne la libération de tous ceux qui ont été reconnus coupables de leur violation.

## Les lois
Il y a en fait quatre lois séparées qui composent ce qui est généralement désigné sous le nom de « Lois sur les étrangers et la sédition »

### Naturalization Act
Le Naturalization Act de 1798 (promulgué le 18 juin 1798) adopté par le Congrès des États-Unis, pour modifier les périodes de résidence et de préavis du précédent Naturalization Act de 1795. Elle a porté de 5 à 14 ans le délai nécessaire pour que les étrangers obtiennent la citoyenneté américaine et de 3 à 5 ans la déclaration d'intention.
Bien que la loi ait été adoptée sous prétexte de protéger la sécurité nationale, la plupart des historiens concluent qu’elle visait en réalité à réduire le nombre de citoyens, et donc d’électeurs, qui n’étaient pas d’accord avec le Parti fédéraliste. À l’époque, la plupart des immigrants soutenaient Thomas Jefferson et les démocrates-républicains, rivaux politiques des fédéralistes. Cependant, elle n’a eu qu’un effet limité car de nombreux immigrants se sont précipités pour se faire naturaliser avant l’entrée en vigueur de la loi, et les États fédérés pouvaient à l’époque adopter leurs propres lois de naturalisation plus clémentes.
Le texte a été abrogé par la loi de naturalisation de 1802 (en).

### Alien Friends Act
La loi sur les amis étrangers  (officiellement « Loi concernant les étrangers ») autorisait le président à expulser arbitrairement tout non-citoyen jugé « dangereux pour la paix et la sécurité des États-Unis ». Une fois qu’un non-citoyen était jugé dangereux ou soupçonné de conspirer contre le gouvernement, le président avait le pouvoir de fixer un délai raisonnable pour son départ, et rester après la limite de temps pouvait entraîner jusqu’à trois ans de prison. La loi n’a jamais été appliquée directement, mais elle a souvent été utilisée conjointement avec la loi sur la sédition pour contrecarrer les critiques de l’administration Adams. Dès sa promulgation, la loi sur les amis étrangers a été autorisée avec une date d'échéance de deux ans..
Bien que la loi n’ait pas été directement appliquée, elle a entraîné le départ volontaire d’étrangers qui craignaient d’être inculpés en vertu de la loi.

### Alien Enemies Act
La loi sur les ennemis étrangers (officiellement une loi respectant les ennemis étrangers) autorise le président à appréhender et expulser les étrangers résidents si leurs pays d'origine sont en guerre contre les États-Unis d'Amérique.
Décrété le 6 juillet 1798, et ne fournissant aucune disposition d'échéance, l'acte demeure aujourd'hui en vigueur. À l'époque, la guerre était considérée probable entre les États-Unis et la France. Le président James Madison invoque la loi contre les ressortissants britanniques pendant la guerre de 1812. Le président Woodrow Wilson fait de même contre les ressortissants des Empires centraux pendant la Première Guerre mondiale.
Le 7 décembre 1941, en réponse au bombardement de Pearl Harbor, le président Franklin D. Roosevelt a utilisé l’autorité de la loi révisée (Alien Enemies Act) pour publier les proclamations présidentielles #2525 (Alien Enemies – Japonais), #2526 (Alien Enemies – Allemand) et #2527 (Alien Enemies – Italien), pour appréhender, restreindre, sécuriser et expulser les non-citoyens japonais, allemands et italiens. Après des déclarations en ce sens pendant sa campagne, le président Donald Trump invoque cette loi le 14 mars 2025 pour faire expulser, dès le lendemain, les membres du gang Tren de Aragua qu'il accuse d'invasion. Cette décision est contestée devant les tribunaux, et invalidée par la Cour suprême le 19 avril 2025.

### Sedition Act
La loi de sédition (officiellement une loi pour la punition de certains crimes contre les États-Unis) rendait illégal de faire des déclarations fausses ou malveillantes sur le gouvernement fédéral. La loi a été utilisée pour censurer les discours critiques à l’égard de l’administration Adams, y compris la poursuite et la condamnation de nombreux propriétaires de journaux jeffersoniens qui n’étaient pas d’accord avec le Parti fédéraliste. La loi n’étendait pas l’application aux discours sur le vice-président, car Thomas Jefferson était un opposant politique au Congrès contrôlé par les fédéralistes. Décrété le 14 juillet 1798, avec une date d'échéance du 3 mars 1801.